# La pasión del ajedrez
La pasión del ajedrez es una serie de videos didácticos, producida en 1998, de 25 capítulos producida en formato VHS (más un libro) sobre el ajedrez.
Contiene niveles básico, intermedio y avanzado. Está comentado por el campeón mundial Gary Kaspárov y el divulgador de ajedrez español Leontxo García, y en ella opinan numerosos profesionales mundiales. Cabe señalar la sencillez y modestia de redacción del guion que está supervisado por Kaspárov. Actualmente se encuentra descatalogada.